# 敦化林业局
敦化林业局是一个位于中华人民共和国吉林省延边朝鲜族自治州敦化市的类似乡级单位，亦是长白山森工集团所属的一个林业局。
长白山森工集团敦化林业有限公司（敦化林业局）始建于1958年，总经营面积237355公顷，森林活立木总蓄积量3292万立方米，森林覆盖率达92.7%。

## 行政区划
敦化林业局下辖以下单位：
松江林场、二龙山林场、大石河林场、和平林场、仁义河林场、莲花泡林场、荒沟林场、浪柴河林场、沙河沿林场、保中桥林场、建设林场、柳树河林场、光明林场、大沟林场、大蒲柴河林场、石门子林场、三道沟林场、小蒲柴河林场、二道沟林场和小沟林场。